# One More Pallbearer
One More Pallbearer este episodul 82 al serialului american Zona crepusculară. A fost difuzat pe 12 ianuarie 1962 pe CBS.

## Prezentare

### Introducere
| “ | Priviți o încăpere situată la 91 de metri sub pământ, în subsolul unui zgârie-nori din New York. Acesta este deținut și locuit de un anume Paul Radin. Domnul Radin este bogat, excentric și determinat. Putem vedea deja cât este de bogat; cât este de excentric și determinat vom vedea într-o clipă, deoarece tocmai ați intrat în Zona crepusculară. | ” |

### Intriga
Milionarul Paul Radin invită trei indivizi în adăpostul său antiatomic⁠(d). Îi întâmpină politicos, dar nu este franc, deoarece le poartă pică. Aceștia sunt profesoara sa din liceu, doamna Langsford, care l-a picat deoarece a trișat la un examen și a încercat să-l învinuiască pe un coleg de clasă pentru a evita consecințele; colonelul Hawthorne, care l-a adus în fața curții marțiale după ce a refuzat să respecte ordinele superiorilor, și preotul Hughes, care l-a învinovățit în public după ce o fată s-a sinucis din cauza sa.
Radin, cu ajutorul efectelor sonore și a mesajelor radio false, îi convinge pe cei trei că un război nuclear urmează să aibă loc în câteva momente. Le oferă refugiu în adăpostul său dacă sunt dispuși să facă un singur lucru: să își ceară scuze pentru faptele lor. Toți refuză această ofertă, preferând să-și păstreze onoarea și să-și petreacă ultimele clipe alături de cei dragi sau singuri decât în prezența lui Radin.
Acesta, debusolat de afirmațiilor lor, deschide ușa adăpostului și îi urmărește până la lift. Doamna Langsford, știind că Radin va supraviețui, îi spune să facă față situației. De asemenea, îi spune că și-a petrecut întreaga viață amăgindu-se atât despre propriul caracter, cât și despre ce este bine și rău. După ce liftul pleacă, Radin devine isteric și începe să țipe.
Pe neașteptate, sunetul detonării unei bombe atomice zguduie adăpostul lui Radin. Acesta intră în lift, urcă la suprafață și descoperă că întregul oraș este distrus. Răsturnarea de situație din final este înlocuită de o altă răsturnare de situație, când aflăm că Radin, devastat de eșecul planului său, și-a pierdut mințile și își imaginează ruinele din jurul său. Acesta plânge neputincios lângă o fântână de lângă clădirea sa intactă, în timp ce un ofițer de poliție încearcă să-l ajute.

### Concluzie
| “ | Domnul Paul Radin, comerciant de fantezie, aflat sub ruinele propriei creații, își imaginează că este ultimul om de pe Pământ, sortit unei solitudini de nedescris din cauza unei feste care s-a transformat într-un coșmar. Domnul Paul Radin, purtător de sicriu la o înmormântare pe care a produs-o el însuși în Zona crepusculară. | ” |

## Distribuție
- Joseph Wiseman - Paul Radin
- Katherine Squire - profesoara Langsford
- Trevor Bardette - colonelul Hawthorne
- Gage Clarke - preotul Hughes